# Pierwszy rząd Kazimierza Bartla

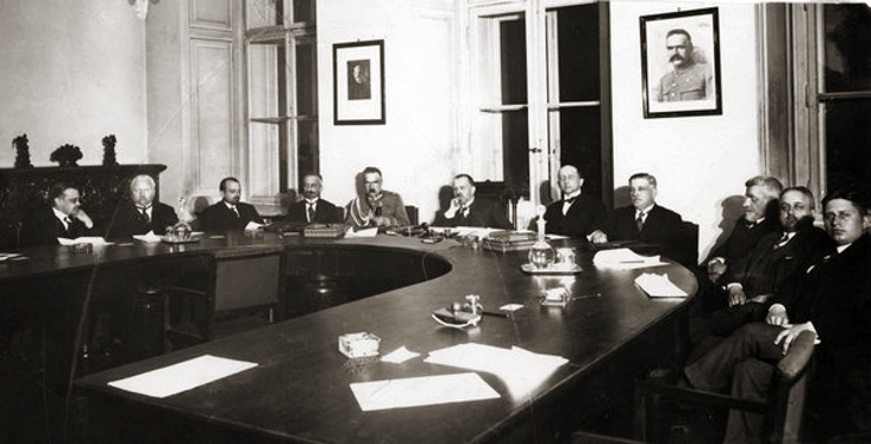
Pierwszy rząd Kazimierza Bartla

Pierwszy rząd Kazimierza Bartla – gabinet pod kierownictwem premiera Kazimierza Bartla, utworzony 15 maja 1926 roku po przewrocie majowym dokonanym przez Józefa Piłsudskiego. Istniał do 4 czerwca 1926 roku.

## Skład rządu
- Kazimierz Bartel (Klub Pracy) – prezes Rady Ministrów, minister kolei żelaznych
- Kazimierz Młodzianowski – minister spraw wewnętrznych
- August Zaleski – minister spraw zagranicznych
- Józef Piłsudski – minister spraw wojskowych
- Gabriel Czechowicz – minister skarbu
- Józef Raczyński – minister rolnictwa i reform rolnych
- Hipolit Gliwic – minister przemysłu i handlu
- Witold Broniewski – minister robót publicznych
- Stanisław Jurkiewicz – minister pracy i opieki społecznej
- Józef Mikułowski-Pomorski – minister wyznań religijnych i oświecenia publicznego
- Wacław Makowski – minister sprawiedliwości